# Донскa мачка
Донска мачка, позната и као Донска Сфинга или Руска бездлака, јесте раса мачака. Раса је пореклом из Русије. Стандард изглед расе обухвата да нема длаке. Није у сродству са познатијом сфинкс мачком (канадска бездлака) чија је карактеристична алопеција узрокована рецесивном мутацијом гена за кератин 71. Непостојање длака код донских мачака је, с друге стране, узрокована је доминантном мутацијом.

## Историја
Раса се може пратити до једног мачића. Ова раса је настала 1987. године открићем мачке без длаке у руском граду Ростову на Дону од стране одгајивача мачака Елена Ковалева. Спасила је маче плаве које је назвала Варвара. Са око четири месеца старости, мачка је почела да губи крзно. Варвара се парила са локалном мачком и добила легло мачића. Неки су рођени без длаке, а други су испрва имали крзно али су га изгубили као и њихова мајка. Ови мачићи су први примерци расе и касније су укрштени са европским краткодлаким мачкама.
Временом, узгајивачи су сазнали више о Донском гену за губитак крзна. За разлику од рецесивног гена који носи Сфинга, ген ове врсте је доминантан. Дакле, све мачке са овим геном или се рађају без длаке или губе длаку како расту.
Донског је први пут званично признала Светска федерација мачака (ВЦФ) 1987. године и Међународно удружење мачака (ТИЦА) 2005. године. Стандард бодова описује мачку као средњу и мишићаву, са великим ушима, бадемастим очима и карактеристичним дугим, мрежастим прстима. Захтевају често неговање, упркос недостатку длаке. Прекомерно купање може довести до тога да кожа постане веома масна.
Од 2014. године, у Холандији је илегално парити се са мачкама које имају генетске мутације или друге физичке абнормалности које узрокују здравствене или социјалне проблеме код њиховог потомства. Недостатак заштитног крзна код мачака без длаке, као што је Донско, једна је од ових забрањених мутација код родитељских мачака.

## Физички изглед
Најупечатљивија физичка карактеристика донске мачке је бездлакавост. За разлику од многих мачака, Донска мачка нема ни бркове. Донске мачке су средње величине, мишићаве грађе. Главе су им троугласте, са великим ушима и очима које Донском даје изглед вилењака. Донска кожа је веома наборана, посебно концентрисана на лицу, врату, грудима и дну репа.
Боја коже и очију може варирати код донских мачака. Боје дезена коже изгледају избледеле. Док боја очију може да варира од плаве, зелене, ћилибарне, наранџасте, жуте или смеђе.
Неким мачкама може израсти бледо крзнео током хладнијих зимских месеци, али длака на крају опада како се враћају топлији месеци.
Донске се могу поделити у четири различите категорије, првенствено на основу тога колико имају или немају крзна. Погледајте категорије испод.
За разлику од неких других, раса је изузетно друштвена. Донске мачке су обично активне, па им је потребна довољна стимулација да би се забављале. Проводе више времена у покрету од просечне мачке. Врста тешко подноси када је без социјализације дуже време.

## Карактеристике
Извор:
| Ниво наклоности                          | Високо |
| Пријатељство                             | Високо |
| Пријатељски настројена ка деци           | Високо |
| Пријатељски настроје ка другим љубимвима | Средње |
| Потребе за вежбањем                      | Средње |
| Разиграност                              | Високо |
| Енергетски ниво                          | Средње |
| Могућност дресуре                        | Високо |
| Интелигенција                            | Високо |
| Склоност вокализацији                    | Средње |
| Количина лињања                          | Ниско  |